# St. Leonhard (Stockstadt am Main)

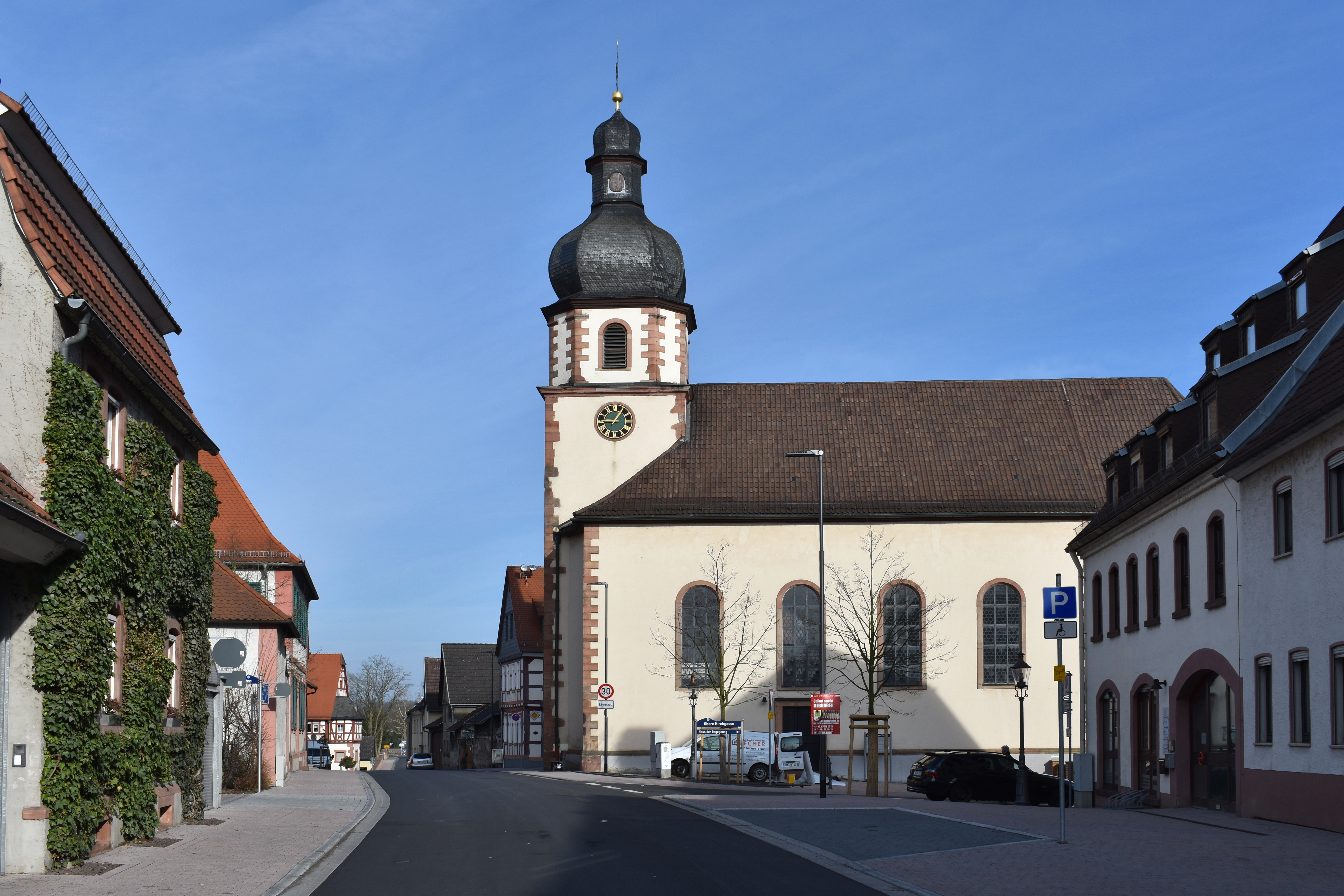
Ansicht von der Hauptstraße

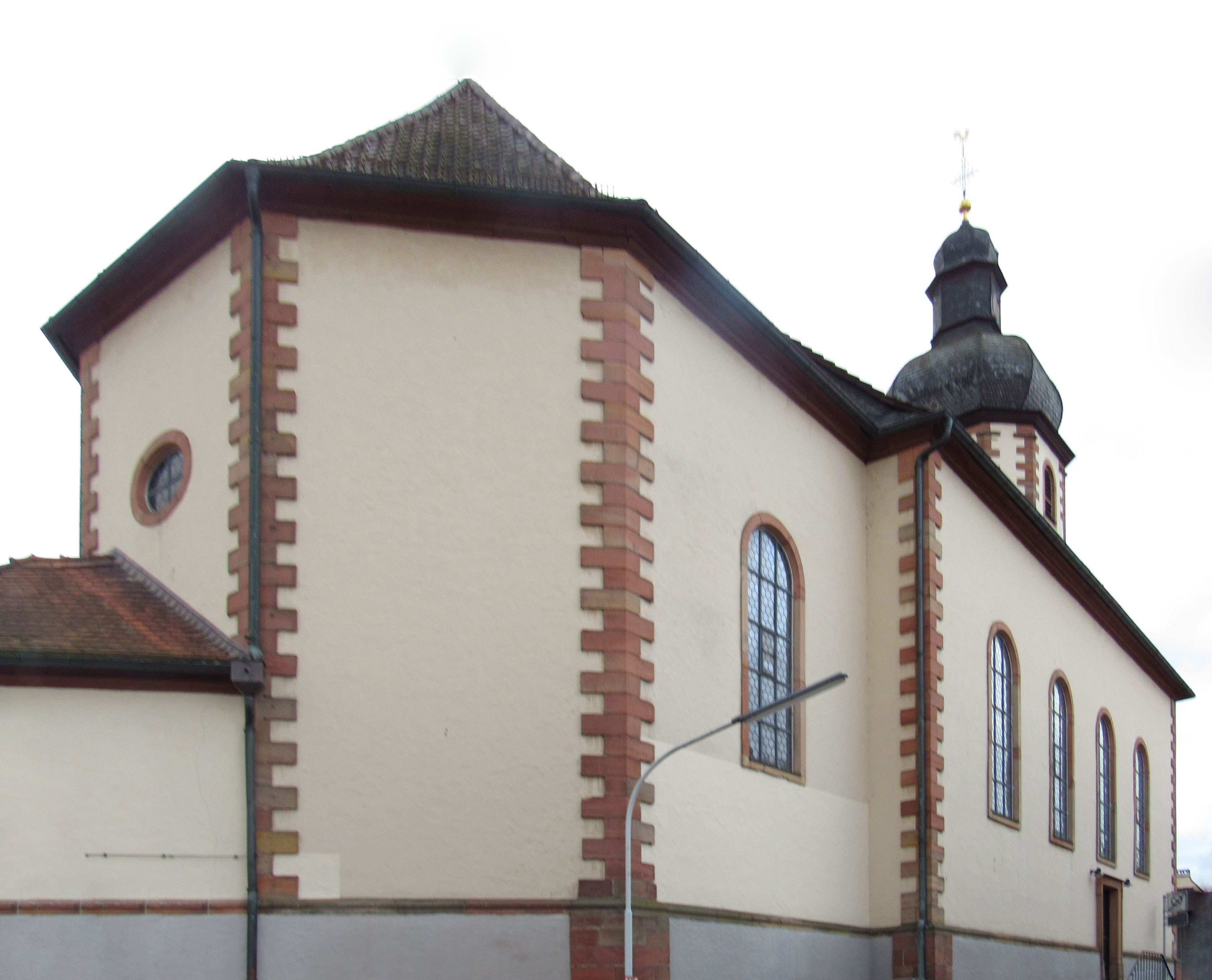
Die Kirche von Stockstadt

Die römisch-katholische Kirche St. Leonhard ist die ehemalige Pfarrkirche von Stockstadt am Main im unterfränkischen Landkreis Aschaffenburg.
Stockstadt ist eine Einzelpfarrei im Dekanat Aschaffenburg-West und kam wie die gesamten Aschaffenburger Gebiete („Oberes Erzstift“) im Jahr 1814 vom alten Erzbistum Mainz zum Bistum Würzburg und zum Königreich Bayern. Die Kirche zählt zu den Baudenkmälern von Stockstadt und ist unter der Nummer D-6-71-155-5 in der Bayerischen Denkmalliste registriert.

## Geschichte
Eine erste Kirche in Stockstadt „St. Petrus und Marcellinus im Felde“ bestand außerhalb des Dorfes und trug das Patrozinium der Heiligen Marzellinus und Petrus, den Patronen des Klosters Seligenstadt. Durch den Wunsch, den Gottesdienst innerhalb der Mauern zu besuchen, entstand im Mittelalter eine Leonhardskapelle. Diese verfiel nach mehrfachen Umbauten im Lauf der Zeit. Deshalb beschloss das Erzbistum Mainz im Jahr 1746 den Neubau einer Kirche. Diese entstand jedoch erst im Jahr 1773 unter Nutzung von Baumaterial aus der Vorgängerkirche und der früheren Kapelle. Der spätgotische Kirchturm blieb dabei erhalten und wurde aufgestockt. Der Zuzug von Heimatvertriebenen und Flüchtlingen nach dem Zweiten Weltkrieg machte den Neubau der Kirche Maria Rosenkranzkönigin in den Jahren 1952 bis 1954 notwendig. Die Kirche St. Leonhard wird seither zu besonderen Anlässen, z. B. Hochzeiten, genutzt. In den Jahren 1964 und 2007 fanden grundlegende Renovierungen der Kirche statt. 1964 wurden auch Altäre, Deckengemälde und die Kommunionsbank entfernt. 2008 wurden ein neuer Altar, ein Ambo und ein neues Chorgestühl eingerichtet. Am 31. Mai 2008 weihte Bischof Friedhelm Hofmann den neuen Altar.

## Beschreibung
Der Kirchturm befindet sich im Westen des Langhauses. Ein achteckiges Obergeschoss wurde auf den viereckigen Sockel gesetzt. Am Turm ist über dem westlichen Eingang eine Sandsteinfigur des Kirchenpatrons St. Leonhard angebracht. Der Chor der Kirche mit angebauter Sakristei liegt im Osten. Am Hochaltar stehen auf Postamenten die Heiligen Josef und Nepomuk. Rechts und links vom Volksaltar stehen Figuren der Heiligen Marzellinus und Petrus. Die Seitenaltäre wurden 1964 aus der Kirche entfernt. Jedoch enthält die Kirche eine Kanzel und einen Orgelprospekt im Stil des Rokoko. Die im Jahr 1964 eingebaute Pfeifenorgel ist nicht mehr spielbar. Heute wird ein digitales Instrument verwendet, dessen Lautsprecher in der alten Orgel verborgen sind. Das Geläute besteht aus vier im Jahr 1864 geweihten Glocken.